# حادثة وفاة الأميرة ديانا
حادثة وفاة الأميرة ديانا أو حادثة نفق جسر ألما 1997 في 30 أغسطس 1997 كانت ديانا وصديقها عماد الفايد الملقب بـ «دودي» ابن رجل الأعمال محمد الفايد قبل ساعات من مقتلهما متوجهين إلى فندق ريتز الذي يمتلكه لتناول العشاء ويذكر أيضًا أنه كان يمتلك شقة قريبة من الفندق في شارع أرسين هوساي Arsène Houssaye وكان الصحفيون والمصورون يلاحقوهما في المكان مما جعل دودي يرتب مع معاونيه في الفندق لحيلة يَخدع بها المصورون لإبعادهم عن ملاحقتهما، فقاد السائق الخاص به سيارته الليموزين وخرج بها من المدخل الرئيسى للفندق واستمر في السير فترة ثم عاد مرة أخرى إلى الفندق وبالفعل حدث ما أراد وذهب المصورون لكى يتعقبوا السيارة بواسطة الدراجات النارية، وأدركوا سريعاً أن هناك شيئاً ما يجرى على قدمٍ وساق ففضلوا البقاء في ساحة الفندق، وبعد 19 دقيقة من منتصف الليل خرجت ديانا مع دودى من الباب الخلفي للفندق المؤدي إلى شارع كمبون Rue Cambon ولم يركبا السيارة المرسيدس المعتادة، ولكن ركبا سيارة أخرى، وكان السائق الذي سيقود هذهِ السيارة هو الرجل الثاني المسؤول عن أمن الفندق هنرى بول، وجلس بجوارهِ تريفور ريس جونس وهو من رجال الحماية، وجلست ديانا مع دودي في الخلف وانطلقت السيارة.
ألقت الصحافة اللوم على السلوك المنحرف للمصورين الصحفيين، الذين كانوا يتبعون السيارة، والذي كان له دور في الحادث، مثلما جاء في تقرير البي بي سي المتعلق بالحادثة. في عام 1999، كشف بحث فرنسي أن بول، الذي فقد السيطرة على السيارة أثناء قيادته بسرعة عالية، بينما كان ثملًا وتحت تأثير الأدوية الموصوفة له، هو المسؤول الوحيد عن الحادث. كان نائب رئيس الأمن في فندق ريتز قد استفز سابقًا الصحفيين الذين ينتظرون ديانا وفايد خارج الفندق. وربما يكون اختلاط مضادات الاكتئاب ومضادات الذهان في دم بول، قد زاد من سُكره. لم يكن هناك أي دليل على أن المصورين كانوا موجودين بجانب السيارة عندما تحطمت. في عام 2008، أدانت هيئة المحلفين، في تحقيق بريطاني، قرار المحكمة بالقتل غير المشروع بسبب قيادة بول المُهمِلة، وبسبب السيارات التي كانت تتبعهم. ووُجد في النهاية أنه لم يكن أحدٌ من ركاب السيارة، يضع حزام الأمان.

## الجنازة

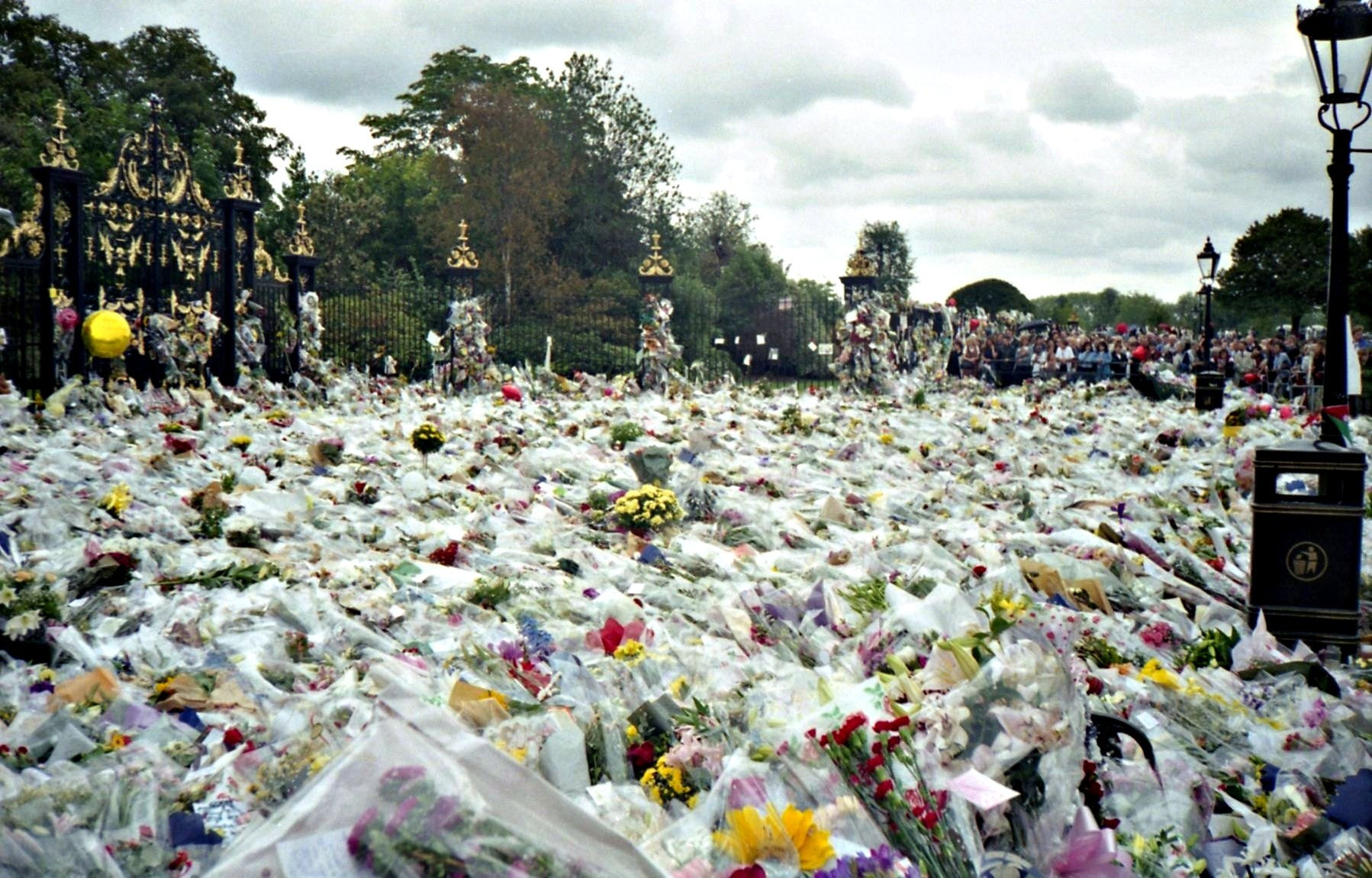
الزهور والهدايا التذكارية التي وُضعت في قصر كنسينغتون.

في البداية، لم يكن مؤكدًا فيما إذا كانت ستكون جنازتها رسمية، إذ أن ديانا كانت قد فقدت مكانتها الملكية بسبب طلاقها من الأمير تشارلز في عام 1996.
قوبلت حادثة وفاة ديانا بتعابير حزن علنية استثنائية، وحضر جنازتها، في كنيسة وستمنستر في 6 سبتمبر ما يقارب 3 ملايين مُشيع ومتفرج في لندن، وشوهدت التغطية التلفزيونية حول العالم عبر شاشة التلفاز من قبل أكثر من 2.5 مليار شخص. وبُثّت في 200 بلد تصل إلى 44 لغة. شاهد واستمع الحشود خارج الكنيسة، وفي هايد بارك الإجراءات على شاشات ومكبرات صوت في الهواء الطلق في الوقت الذي ملأ فيه الضيوف المكان، بمن فيهم ممثلون عن العديد من الجمعيات التي كانت ترعاها ديانا. كان من ضمن الحضور السيدة الأولى للولايات المتحدة هيلاري كلينتون وبيرناديت شيراك وزوجة الرئيس الفرنسي جاك شيراك ومشاهير آخرون منهم مغنّ التينور الإيطالي لوسيانو بافاورتي وأصدقاء ديانا جورج مايكل وإلتون جون. غنى جورج نسخة أُعيدت كتاتها من أغنيته « Candle in the Wind» مُهداة لها، وهي معروفة باسم «إلى اللقاء يا وردة إنجلترا (Goodbye England's Rose)». جرى تجاهل البروتوكول عندما أشاد الضيوف بخطاب أخِ ديانا الصغير، إيرل سبنسر، الذي انتقد بشدة الصحافة، وبشكل غير مباشر العائلة الملكية، بسبب معاملتهم لها. يُقدّر أن الجنازة قد شوهدت من قبل 31.5 مليون شخص في بريطانيا. لا يمكن حساب عدد المشاهدين حول العالم بدقة، لكنه قُدّر بما يقارب 2.5 مليار شخص.
بعد نهاية المراسم، نُقل التابوت إلى الثورب في عربة نقل ديملر. واستمر المشيعون برميها بالورود على طول طريق الرحلة تقريبًا، حتى أن العربات توقفت على طريق المركبات المعاكس على خط إم1 السريع، بينما مرت السيارات.

## ردود الأفعال
انتقد البعض ردود الفعل على وفاة ديانا في ذلك الوقت مُعتبرين أنها «هستيرية» و«غير عقلانية». في بدايات عام 1998، صنف الفيلسوف أنتوني أوهير الحداد بأنه منعطف هام في «عاطفية بريطانيا»، وهو ظاهرة غذتها وسائل الإعلام، حتى أصبحت الصورة والواقع غير واضحين. وقد رد ناول غلاغر، قائد فرقة أويسس، فيما يتعلق بردود الفعل قائلًا «لقد ماتت، اخرسوا، تجاوزوا الموضوع». تكررت هذه الانتقادات في الذكرى العاشرة لوفاتها، عندما عبر الصحفي جوناثان فريلاند عن رأيه قائلًا «لقد أصبحت ذكرى مُحرجةً، مثل كلمات مراهق عاطفي للغاية ومثير للشفقة في مذكراته. نشعر بالخجل من التفكير بها». في عام 2010، أشار ثيودور دالريمبل إلى أنه «كانت العاطفة، سواءً العفوية منها أم الناتجة عن المبالغة في الاهتمام من قبل وسائل الإعلام، ضرورية لتحويل موت الأميرة إلى حدث بهذا الحجم، يخدم بالتالي هدفًا سياسيًا، وهو في الأساس هدفٌ غير أمين، بقدر موازي للكذب الذي يكمن في هذه العاطفة نفسها».
اختلف معه بعض المحللون الثقافيون. وأشارت الاختصاصية بعلم الاجتماع ديبور شتيبرغ، إلى أنه بالنسبة للعديد من البريطانيين لم ترتبط ديانا بالعائلة الملكية، بل ارتبطت بالتغيير الاجتماعي ومجتمع أكثر ليبرالية قائلةً: «لا أظن أنه كان حدثًا هستيريًا، خسارة شخصية عامة يمكن أن يكون معيارًا لقضايا أخرى». قالت كارول والاس من مجلة بيبول أن الافتتان بموت ديانا له علاقة «بفشل النهاية السعيدة للقصة الخرافية مرتين، أول مرة عندما تطلقت والآن عندما ماتت».

## النصب التذكاري

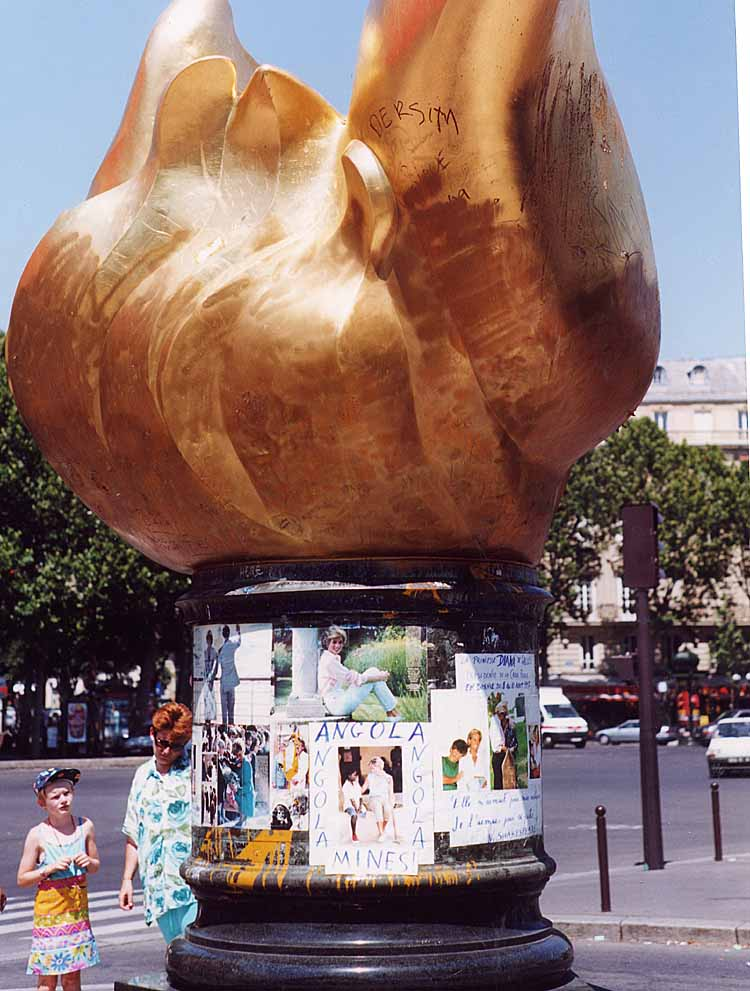
نصب تذكاري غير رسمي في باريس بفرنسا.